# Viola modestula
Viola modestula är en violväxtart som beskrevs av Michail Klokov. Viola modestula ingår i släktet violer, och familjen violväxter. Inga underarter finns listade i Catalogue of Life.